# Okrúhla (828 m)
Okrúhla (828 m) – szczyt w słowackich Górach Lubowelskich, które w polskiej regionalizacji z 2018 r. zaliczane są do Pogórza Popradzkiego. Znajduje się w grzbiecie Ośli Wierch (859 m) – Szeroki Wierch (884 m) – Okrúhla – Slibońska Przełęcz (658 m) – Sliboń. Wznosi się nad miejscowościami Matysowa i Sulin. Jego południowe stoki opadają do doliny potoku Blízky potok, północne do doliny Sulińskiego Potoku (Sulínsky potok). Jest zwornikiem: w południowo-zachodnim kierunku odchodzi od niego grzbiet z wzniesieniem Vyšniansky vrch (814 m).
Okrúhla jest porośnięta lasem. Widoki są tylko z wielkich łąk znajdujących się pomiędzy Okruhlą a Szerokim Wierchem. Są to tzw. Hliniska. Znajduje się tutaj skrzyżowanie czerwonego szlaku z żółtym.

## Szlaki turystyczne
– czerwony: Lubowla – Zamek Lubowelski – Ośli Wierch – Sliboń – Sulinka. 4:40 h, ↓ 4:50 h
 – żółty: krótki szlak łącznikowy łączący Hliniska z zielonym szlakiem Lubowla – Matysowa